# Iglesia de Nuestra Señora de la Merced (Cádiz)
La iglesia de Nuestra Señora de la Merced situada en la ciudad de Cádiz (España) perteneció al convento de los Mercedarios Descalzos, que se fundó en 1629.
Como consecuencia de las sucesivas destrucciones sólo se conserva del edificio original, la torre y la portada de la iglesia.

## Historia
En la antigua ermita de San Roque, levantada por el Ayuntamiento en 1582 por haber liberado a la ciudad de la epidemia de la peste, se hallaba establecida la Orden Mercedaria, en calidad de hospital. Pasado algún tiempo se vieron obligados a evacuarla, ya que la misma fue derribada por necesidades de obras de fortificación en las Puertas de Tierra. No obstante, y al objeto de que la ciudad no se viese privada del culto a San Roque, el obispo cedió al municipio una capilla en la nueva Parroquia de San José, en extramuros.
Mientras tanto, los religiosos intentaron por todos los medios establecerse en Cádiz. Los promotores fueron Fernando de la Cerda y Olivares y su esposa Constanza Dávila, quienes en 1626 lograron que Fray Domingo de los Santos pasara a la ciudad para iniciar unos trámites fundacionales, harto complicados pues existía en Cádiz en aquellos momentos un ambiente contrario a la creación de nuevos conventos. Debido a las muchas vicisitudes y la enorme perseverancia de fray Domingo de los Santos, consiguieron las licencias oportunas, el 10 de marzo de 1629, para ubicar la iglesia y convento en unas casas tomadas a Álvaro de Gramaja, situadas en el Barrio de Santa María.
La iglesia se concluyó en 1638. Era de una sola nave con capillas laterales, cúpula sobre pechinas en el crucero y torre en el lado del evangelio, junto a la portada de los pies.
En su interior destacaba el retablo mayor construido por el ensamblador Blas de Escobar sobre trazas atribuidas por fray Pedro de San Cecilio al hermano lego fray Pedro de San José. Su arquitectura llenaría todo el testero del templo, pues Fray Gerónimo de la Concepción afirmaba que «... quedó algo ahogado, por estar embebido debajo del arco toral de la capilla y a estar fuera de e´campeara sin duda mucho más...», y en ella destacaba un camarín-expositor adornado con pinturas con temas del Antiguo Testamento y el Nuevo Testamento. De su programa iconográfico sólo se tiene certeza del remate, en el que se situaban un Padre Eterno y dos virtudes (la Fe y la Esperanza) realizadas por José de Arce en 1650. Romero de Torres describió, además, dos pequeñas tablas con el Nacimiento de la Virgen y la Virgen en el Templo, que atribuyó a Lucas Valdés.
Formaba parte del ornato del templo un conjunto de doce bustos-relicarios de los apóstoles, atribuidos a José de Arce, que nos recuerda la importancia conferida a la veneración de las reliquias en el catolicismo postridentino.
Al venir la orden de exclaustración de religiosos el convento de la Merced quedó desierto y abandonado. En 1845, Diego F. Gregory, solicitó del Cabildo Municipal el arrendamiento del solar, para montar la fábrica de gas de los señores Zacheroni y Cia. En julio del mismo año se otorgó el terreno y la finca a dicha sociedad, la cual contrató el alumbrado durante 18 años. El convento fue derribado en 1867 para abrir una plaza pública.
Terminado el plazo y a propuesta del Ayuntamiento, el señor Lebón, concesionario de la anterior compañía, ofreció devolver la plaza y edificio antes del 21 de diciembre de 1867, garantizando tal afirmación con una fianza de 75.000 ptas.
El Ayuntamiento de Cádiz, mediante una declaración del 13 de junio de 1873 se incautó del templo mercedario y el 29 del mismo mes sacaba a subasta los enseres de la iglesia.
En 1875, regresaba a su templo la Virgen de la Merced. El obispo inició una suscripción entre los vecinos de aquella parroquia y le hizo a la Iglesia una costosa obra. Deseando el Prelado que los niños de aquellos contornos tuviesen escuelas cristianas, también gastó el dinero en reparar el convento, en el que las instaló, poniendo al frente a las Hermanas Mercedarias.
En 1936 la parroquia de Nuestra Señora de la Merced sufrió un asalto y fue incendiada, perdiéndose todo el patrimonio. No se salvó ni una sola pared. En ella estaba la Capilla de la familia Sopranis, desaparecida al mismo tiempo. En esta capilla existió un Cristo semejante al que hoy se admira en la Iglesia de Santiago.
En esta quema se perdió igualmente la magnífica escultura del Cristo de Sopranis, antiguo titular de la Cofradía del Perdón, la imagen de la Virgen de la Merced y la de La Peregrina de Quito, entre otras, junto con todos sus retablos.
El templo fue reedificado, siendo bendecido por el obispo Tomás Gutiérrez Díez en el mes de julio de 1948. Las obras fueron diseñadas y dirigidas por el arquitecto municipal Fernández Pujol.
Más recientemente se han llevado a cabo varias remodelaciones, sobre todo en la fachada y algunas en el interior, quedando pendiente de realización una nueva remodelación de la fachada y torre.

## Descripción
Tanto la torre como la portada son obras protobarrocas.

### La torre
La torre tiene planta cuadrada y sus frentes se decoran con pilastras toscanas, rematándose por casquete semiesférico con linterna. Tiene tres cuerpos. 

### La portada
La portada se compone de tres cuerpos: el primero centrado por el vano adintelado de entrada. Está flanqueado por pilastras toscanas y se remata por un frontón curvo roto. El segundo es de forma rectangular y alberga un relieve de la Virgen de la Merced con San Pedro Nolasco y San Raimundo de Peñafort, rematándose por un frontón curvo roto. A sus lados hay dos tarjas con escudos mercedarios. El tercer cuerpo es un vano rectangular con moldura plana y rematado en guardapolvo. 
En la fachada, junto a la portada, podemos encontrar un mosaico que representa a Jesús de la Sentencia, cuya Cofradía radica en este templo.

### Retablo
El lado de la epístola del crucero está ocupado por un retablo procedente de la Capilla de la V.O.T. de Capuchinos. Es una obra de madera policromada, realizada hacia 1770, cuyo cuidado diseño, relacionable con Torcuato Cayón de la Vega, evidencia el influjo de los modelos del Padre Pozzo. En la actualidad está presidido por una imagen de la Dolorosa, firmada por Mariano Benlliure, mientras que el relieve del ático, que representa la batalla de Clavijo, es contemporáneo del retablo.
En el altar mayor se venera a la Virgen de la Merced, copatrona de la ciudad de Cádiz, entre San Ramón Nonato y San Pedro Nolasco.
Aquí radican actualmente dos cofradías de penitencia, como son la de la Sentencia y la de las Siete Palabras.